# Бен-Арус (город)
Бен-Арус (араб. ولاية بن عروس‎) — столица одноимённого вилайета. Входит в состав "Большого Туниса" — агломерации столицы страны. Население на 2014 год составляло 88,322 человека.